# Szövetség az Elektronikus Kereskedelemért Közhasznú Egyesület

## A SzEK.org bemutatása
A Szövetség az Elektronikus Kereskedelemért Közhasznú Egyesület hivatalosan bejegyzett rövid elnevezése: SzEK.org. Jogi formája egyesület, az egyesületi törvényben meghatározott szabályok szerint működik. Az egyesületnek nincsenek tulajdonosai, csak tagsága, és az egyesület vezető tisztségviselőit is a taggyűlés választja meg titkos szavazással, háromévente.

## A SzEK.org története
A szövetséget 2005-ben alapították az e-kereskedelmi piac vezető vállalkozásai és a témával foglalkozó szakemberek kezdeményezésére. Az alapítók célul tűzték ki, hogy elősegítik az elektronikus kereskedelem korszerű, gazdaságos és megbízható formáinak elterjedését. A szervezet 2010. áprilisban elnyerte a közhasznú státuszt, 2011. őszén elindította a Vedd a neten! oldalt, ahol a fogyasztókat az online vásárlással kapcsolatos legfontosabb tudnivalókról tájékoztatják. Az oldal 2012. októberétől webshop minősítő rendszerrel egészült ki.
A SZEK.org (Szövetség az Elektronikus Kereskedelemért Közhasznú Egyesület) 2019. január 1-jétől működik Ecommerce Hungary néven és domain alatt (https://ecommerce.hu/rolunk/). Az átalakulás célja az volt, hogy jobban tükrözze a szervezet tevékenységi körét és nemzetközi szinten is könnyebben felismerhető legyen a név.
Az Ecommerce Hungary 2021. január 29-én tartott taggyűlésén a tagok elfogadták az új Alapszabályt. Így, az Egyesület közhasznú státuszának eltörlésével megnyitotta az utat a céltudatos és hatékony érdekképviseleti munka előtt. Ugyanakkor három kereskedelmi tagozat is alakult a tagcégek mérete szerint. "A megváltozott struktúrában az elnök döntési súlya csökken, míg a tagozatok saját vezetőt választhatnak." - írja az Egyesület híre 2021. február 2-án. (https://ecommerce.hu/atalakul-az-ecommerce-hungary/)

## A szövetség működése
A SzEK.org a taggyűlés által elfogadott és az alapszabályában meghatározott elvek szerint, az ott megfogalmazott célok érdekében, nonprofit szervezetként működik. Közhasznú egyesületként olyan tevékenységeket folytat, amelyek a közt szolgálják, azaz nem érdekvédelmi szervezet. Az egyesületet egy 9 tagú elnökség irányítja, melynek tagjait a közgyűlés háromévente választja meg.
A SzEK.org olyan szakmai tevékenységeket folytat, amelyek elsősorban a hazai e-kereskedelmi piac fejlődését, jogszerű működését és a működési feltételek javulását szolgálják. Az egyesület évente két szakmai konferenciát szervez, valamint rendszeres klubesteket tart.

## Tagság
Az egyesület tagjai olyan vállalkozások, intézmények, szervezetek és magánszemélyek, akik számára valamilyen okból fontos az elektronikus kereskedelem fejlődése. A tagságnak csak mintegy harmada áll e-kereskedőkből, tehát a SzEK.org nem az e-kereskedők szövetsége, hanem mindazoké, akik tevékenysége az e-kereskedelemhez kapcsolódik: soraiban megtalálhatók bankok, futárcégek, fejlesztők, marketingcégek, médiavállalatok, technológiai szolgáltatók, egyetemek, kutatócégek és számtalan egyéb speciális vállalkozás. Méret szempontjából is széles a skála a világszerte ismert globális cégektől az egyszemélyes bt-ig. A tagságban közös, hogy fő értékei közé tartozik az innovativitás, a nyitottság, kreativitás, fejlődőképesség és együttműködési készség. Az egyesület taglistája itt található: http://www.szek.org/tagsag

## Vedd a neten! - webshop minősítő rendszer
A SzEK.org a Nemzeti Fogyasztóvédelmi Hatóság (NFH) közreműködésével kidolgozott webshop minősítési rendszert vezetett be 2012. októberében. A minősítés során azt vizsgálják, mely webshopok működése felel meg az adatvédelmi, jogi és fogyasztóvédelmi előírásoknak. A programhoz bármely webshop csatlakozhat egy részletes vizsgálati kérdőív kitöltésével, amelyben többek között az ÁSZF-re, a kötelezően feltüntetendő adatokra, az elállási jogra és a garanciára vonatkozó témák szerepelnek. Amennyiben a cég önbevallása alapján minden szempontból érdemes a minősítésre, a SzEK.org szakemberei elvégzik az adatok felülvizsgálatát. Az e-kereskedő ezt követően kaphatja meg a megfelelőséget igazoló tanúsítványt, egyúttal felkerülhet a megbízhatónak minősített webshopok listájára. A Vedd a neten! oldalán a fogyasztók így könnyedén tájékozódhatnak, hol érdemes vásárolniuk, de megtalálják a minősített cégek adatait, illetve jelezhetik észrevételeiket, panaszaikat is.
A program a fogyasztók mellett az e-kereskedőket is segíti, hiszen a minősítés során kitöltendő ellenőrzőlista átlátható formában tartalmazza, milyen feltételeknek és előírásoknak kell megfelelniük. Az egyesület az önellenőrző listát ingyenesen bocsátja az e-kereskedők részére, akiknek csak abban az esetben kell fizetniük, ha a lista alapján kérik az oldaluk felülvizsgálatát és a megfelelőségi tanúsítvány kiállítását. További részletek a veddaneten.hu oldalon.

## Egyéb hivatkozások
- Webshop minősítő rendszer[halott link]
- Globál/lokál
- Kevesebb gond a webshopoknál